# Hida

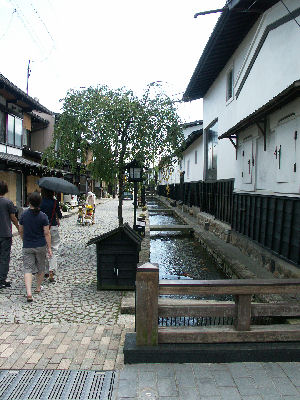
Stradă din cartierul vechi

Hida (飛騨市 Hida-shi?) este un municipiu din Japonia, prefectura Gifu.